# Die Abberufung der Jungfrau von Barby

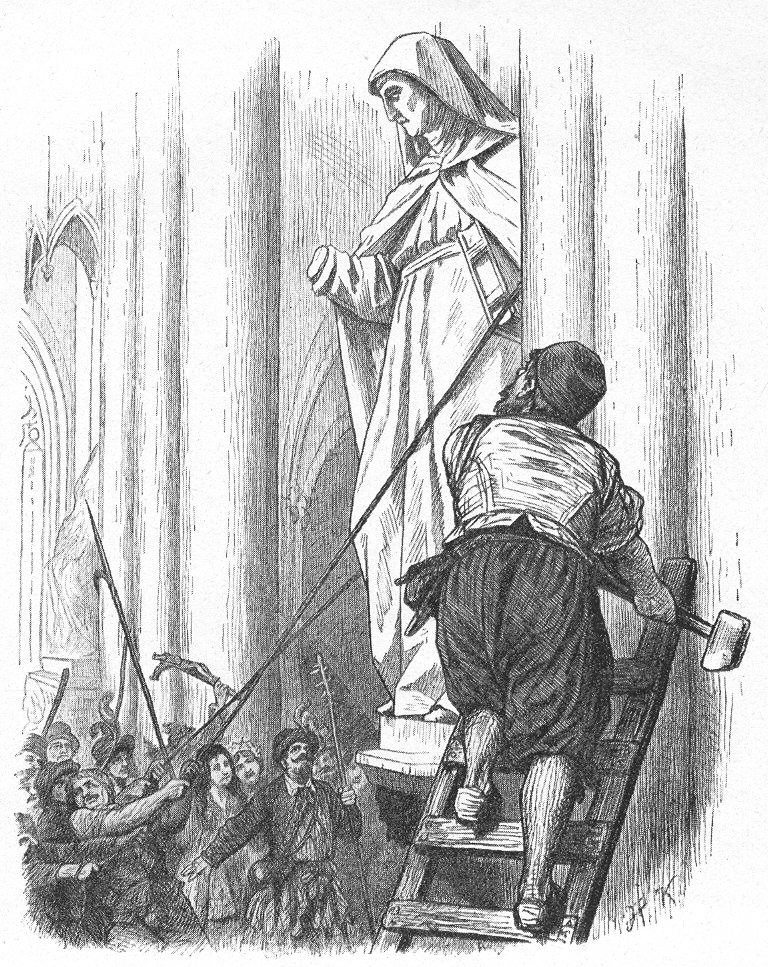
Bildersturm im 16. Jahrhundert

Die Abberufung der Jungfrau von Barby ist eine Erzählung von Gertrud von le Fort, die 1940 bei Michael Beckstein in München erschien.
Magdeburg am 5. Juni 1524: Jungfrau Mechthild von Barby aus dem Barbyschen Winkel hat eine Vision. Die Nonne sieht den Sturm auf die Bilder ihres Klosters St. Agneten zu Magdeburg voraus. Nachdem die Münzerischen Prädikanten an der Spitze aufgewiegelter Magdeburger die Sturmleiter an das Fenster der Jungfrau von Barby angelehnt haben, kommt die Nonne um.

## Titel
Die Autorin gibt dem Wort Abberufung einen Doppelsinn. Zuerst wird die schmale, hohe, adelige Jungfrau von Barby bei offener Tafel inmitten aller Nonnen von Gott abberufen. Sie hat ein Gesicht. Zuletzt stirbt die Jungfrau. Das ist die ewige Abberufung.

## Historie
Die Autorin erzählt eine Geschichte aus der Chronik des Sebastian Langmann nach. Am Todestag des Hl. Bonifatius dringt eine Schwefelbande unter Grewe Köppen in das Agnetenkloster zu Magdeburg ein. Köppen, ein Mönch aus Helmstedt, hatte im Frühjahr 1524 großen Zulauf, als er in Sudenburg zum Thema Protestantismus predigte.
Gertrud von le Fort gibt hierzu noch mündlich Überliefertes wieder. Bei dem Angriff auf das Kloster soll eine Nonne zu Tode gekommen sein.

## Inhalt
Am St.-Norberts-Tag will die Äbtissin während des Gottesdienstes alle Kleinodien und anderen Heiligtümer aus der Schatzkammer des Agnetenklosters den Magdeburgern zeigen. Denn ihr Feind Grewe Köppen hat in der Stadt ein Gerücht ausgestreut. Die Äbtissin habe die Schätze aus der Schatzkammer fortbringen lassen. Der Propst rät dringend von dem Vorzeigen ab. Im Halberstädtischen, von Osterwieck bis Aschersleben seien die Altäre von den Schwarmgeistern bereits geplündert worden. Die Äbtissin lässt sich nicht umstimmen. Der Propst, der sonst mit allen hohen Herren bis hinauf zum Erzbischof von Mainz zurechtkommt, ist dieser resoluten Frau nicht gewachsen. Er verlässt das Kloster. Die Äbtissin hat freie Hand.
Die Jungfrau von Barby hat eine Vision. Von ihrer Äbtissin nach der Erscheinung befragt, gesteht die Jungfrau, sie habe jene bestürzenden Ereignisse des Tages, an dem ihr Kloster gestürmt wird, vorausgesehen. Alle Bilder des Klosters wären in dem Gesicht „zernichtet“ worden. Die Jungfrau habe keinen Vater im Himmel und nicht einmal ein Bild Gottes mehr. Das ist der erbosten Äbtissin zu viel. Die Jungfrau wird zur Strafe in ihrer Zelle inhaftiert.
Die Äbtissin lässt unter den Magdeburgern die Nachricht verbreiten, die Kleinodien würden am St.-Norberts-Tag gezeigt werden. Grewe Köppen stürmt darauf das Nonnenkloster mit den „Götzenbilder“.

## Zitat
- Meister Eckhart: „Gott gebiert sich selbst im Menschen und vergeht mit ihm.“[3]

## Rezeption
- Die Novelle sei im Gedenken an zwei berühmte Magdeburger geschrieben. Gemeint sind der Hl. Norbert und die Mystikerin Mechthild von Magdeburg.[4]
- Symbolik: Bereits 1940 spricht die Autorin von der „Abwesenheit Gottes“, wenn sie brachiale Gewalt, wie die Erstürmung eines Klosters, geißelt.[5]
- Bildersturm – Zeit der Empörer: Reinhold Schneider beschreibt die Vision der Jungfrau von Barby als Gegenbild zur Reformation. Die Nonne werde abberufen in eine so weite Gottesferne, dass ihr das Bild Gottes verlösche und ihre Seele sich zu den Bettlern und Gottverlassenen herabsenke.[6]
- Gerd Vielhaber bewundert den Glanz der Sprache in der knapp gehaltenen Novelle und meint den maßvollen Chronikstil.[7]